# José Edson Santana de Oliveira
José Edson Santana de Oliveira – duchowny rzymskokatolicki, od 1996 biskup Eunápolis.